# Горбачов Михайло Сергійович
Миха́йло Сергі́йович Горбачо́в (рос. Михаи́л Серге́евич Горбачёв; 2 березня 1931, Привольне, Медвеженський район, Північнокавказький край, СРСР — 30 серпня 2022, Москва, Росія) — радянський та російський політичний, громадський та партійний діяч, останній Генеральний секретар ЦК КПРС (1985—1991); останній голова Президії Верховної Ради СРСР(1988—1989); перший голова Верховної Ради СРСР (1989—1990). Перший та єдиний Президент СРСР (1990—1991). Мав значний ряд нагород та почесних звань. Найвідоміша серед них — Нобелівська премія миру (1990).
За часів правління Горбачова відбулись серйозні зміни, які повпливати не тільки на СРСР, а й на весь світ: період Перебудови, введення в СРСР політики гласності, «нового політичного мислення», свобода слова та масової інформації, проведення демократичних виборів, реформування соціалістичної політики, закінчення Холодної війни, виведення радянських з Афганістану, розпад СРСР та Варшавського блоку.

## Життєпис

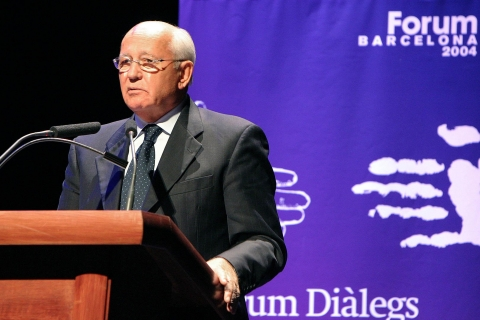
Михайло Горбачов, 2004

Народився 2 березня 1931 року в селі Привольне (зараз Красногвардійський район Ставропольський край), у селянській сім'ї. Батько — Горбачов Сергій Андрійович (1907—1976), росіянин. Дід Андрій Мойсейович (1890—1962), який разом з батьком Мойсеєм (Дмитро Чобіт припускає, що насправді його звали Мусій) і братами Олексієм і Григорієм поселився на краю села Привольне. Під час голоду 1932—1933 років село дуже постраждало, зокрема, троє з шести дітей Андрія Горбачова померли, а його в 1934 році за відмову вступати до колгоспу арештували й засудили на заслання в Сибір, де рік провів на лісоповалі під Іркутськом. Дружина Степанида залишилась з двома дочками (Анастасією, Олександрою) й сином Сергієм.
Дмитро Чобіт припускає, що прізвище Горбачов — неросійського походження, походило від прізвиська «Горбач» (для росіян характерні Горбун, Горбунов).
Мати — Гопкало Марія Пантиліївна (Пантелеймонівна) (1911—1993), українка. Працювала ланковою в колгоспі, не знала грамоти, була набожною, у покутті влаштувала іконостас, любила співати українських пісень. Її батько Пантелеймон Єфимович (1894—1953) походив з селян Чернігівської губернії, яких більшовики насильно переселили до Черкесії. З 1928 року член ВКП(б), брав участь в розкуркуленні, був призначений головою колгоспу. В 1937 році арештований НКВД як «троцькіст», однак у 1938 році звільнений і відновлений у партії.
У дитинстві Михайло спочатку розмовляв українською (троюрідний брат Іван Рудченко називав його «хохляк»). Із 13 років періодично поєднував навчання в школі із роботою в МТС і в колгоспі. Із 15 років працював помічником комбайнера машинно-тракторної станції. У 1948 році, сімнадцятирічним, був нагороджений орденом Трудового Червоного Прапора, як знатний комбайнер. У тому ж році призваний у Радянську армію, служив начальником продовольчого складу.
В 1950 році вступив до МДУ імені М. В. Ломоносова на юридичний факультет. Його другом під час навчання був чехословацький комуніст Зденек Млинарж, що у майбутньому став одним з очільників Празької весни.
Після закінчення в 1955 році МДУ був направлений до Ставрополя у крайову прокуратуру. Працював заступником завідувача відділу агітації і пропаганди Ставропольського крайкому ВЛКСМ, першим секретарем Ставропольського міськкому комсомолу, потім другим і першим секретарем крайкому ВЛКСМ (1955—1962).

### Партійна робота

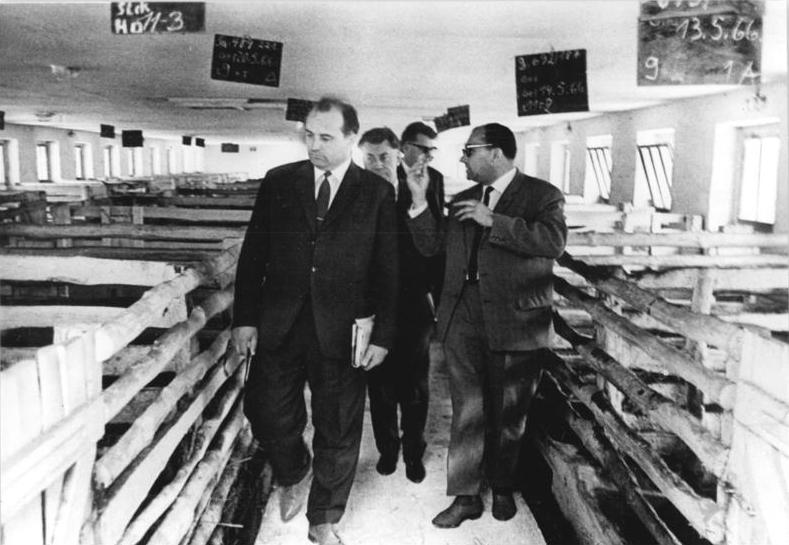
Горбачов відвідує свинарське господарство в НДР, 1966 р.

- 1952 — прийнятий до лав КПРС.
- Березень 1962 — парторг крайкому КПРС Ставропольського територіально-виробничого колгоспно-радгоспного управління.
- 1963 — завідувач відділу партійних органів Ставропольського крайкому КПРС.
- Вересень 1966 — обраний першим секретарем Ставропольського міськкому партії.
- 1967 — закінчив економічний факультет Ставропольського сільськогосподарського інституту (заочно), спеціальність — агроном-економіст.
- Серпень 1968 — другий секретар Ставропольського крайкому КПРС.
- Квітень 1970 — перший секретар Ставропольського крайкому КПРС.
- 1971—1991 — член ЦК КПРС.
- Листопад 1978 — обраний секретарем ЦК КПРС.
- 1979—1980 — кандидат у члени Політбюро ЦК КПРС.
- Член Політбюро з 1980.

На початку 80-х років здійснив ряд закордонних візитів, під час яких познайомився з Маргарет Тетчер і подружився з Олександром Яковлєвим, який очолював у той час радянське посольство у Канаді. Брав участь у роботі Політбюро ЦК КПРС щодо розв'язання важливих державних питань.

### Генеральний секретар та Президент
З березня 1985 року — Генеральний секретар ЦК КПРС, а з жовтня 1989 року по червень 1990 року — голова Російського бюро ЦК КПРС.
Під час спроби державного перевороту в 1991 році був відсторонений від влади віцепрезидентом Геннадієм Янаєвим та ізольований у Форосі; після відновлення законної влади повернувся на свою посаду, котру обіймав до розпаду СРСР в грудні 1991 року.
Обирався делегатом XXII (1961 рік), XXIV (1971 рік) і всіх наступних (1976, 1981, 1986, 1990) з'їздів КПРС. З 1970 по 1990 рік був депутатом Верховної Ради СРСР 8-12 скликань. Член Президії Верховної Ради СРСР з 1985 по 1988 рік; Голова Президії Верховної Ради СРСР із жовтня 1988 по травень 1989 року.
Голова Комісії у справах молоді Ради Союзу Верховної Ради СРСР (1979—1984); Голова Комісії у закордонних справах Ради Союзу Верховної Ради СРСР (1984—1985);
Народний депутат СРСР від КПРС — березень 1989 — березень 1990;
Голова Верховної Ради СРСР (сформована З'їздом народних депутатів) — травень 1989 — березень 1990;
Депутат Верховної Ради РРФСР 10-11 скликань.
15 березня 1990 року Михайло Горбачов був обраний Президентом СРСР. Одночасно до грудня 1991 року був Головою Ради оборони СРСР, Верховним Головнокомандувачем Збройних Сил СРСР.
Нагороджений Нобелівською премією миру 1990, але його міжнародна репутація постраждала через придушення демократичних виступів у прибалтійських республіках. Після невдалого путчу в серпні 1991 р., прискореного розпаду СРСР, влада Горбачова ослабла, і 25 грудня 1991 він пішов у відставку.
4 листопада 1991 начальник управління з нагляду за виконанням законів про державну безпеку генеральної прокуратури СРСР Віктор Ілюхін порушив проти М. С. Горбачова кримінальну справу за статтею 64 Кримінального Кодексу РРФСР (Зрада Батьківщині) у зв'язку з підписанням постанов Держради СРСР від 6 вересня 1991 р. про надання незалежності Латвії, Литві, Естонії; Генеральний прокурор СРСР Микола Трубін закрив справу, а через два дні Ілюхін був звільнений з органів прокуратури.
13 червня 1992, скликаний з дозволу Конституційного суду РРФСР, пленум ЦК КПРС виключив М. С. Горбачова з партії.

## Діяльність на посаді генсека і президента
Перебуваючи на вершині влади, Горбачов проводив численні реформи і кампанії, які згодом привели до ринкової економіки, знищення монопольної влади КПРС і розпаду СРСР. Оцінка діяльності Горбачова суперечлива.
Консервативні політики критикували його за економічну розруху, розвал Союзу та інші наслідки перебудови.
Радикальні політики критикували його за непослідовність реформ і спробу зберегти колишню центрально плановану економіку і соціалізм.
Багато радянських, пострадянських та закордонних політиків і журналістів вітали реформи Горбачова, демократію і гласність, закінчення холодної війни, об'єднання Німеччини. Оцінка діяльності Горбачова за кордоном колишнього СРСР носить більш позитивний і менш суперечливий характер, ніж у пострадянському просторі.

Різке падіння смертності в РРФСР під час антиалкогольної кампанії 1985 року

Динаміка нетто-коефіцієнта відтворення населення в РРФСР з 1979 року

Ось короткий список його ініціатив і подій, прямо або побічно з ним асоційованих:
- 8 квітня 1986 відбувся візит М. С. Горбачова до Тольятті, де він відвідав «Волзький Автозавод». Результатом цього візиту було рішення про створення на базі флагмана вітчизняного машинобудування інжинірингового підприємства — галузевого науково-технічного центру (НТЦ) ВАТ «АВТОВАЗ», що стало значущою подією радянського автопрому. На своєму виступі у Тольятті Горбачов вперше виразно вимовляє слово «перебудова», це було підхоплено ЗМІ і стало гаслом нової епохи, що почалася в СРСР.[17][18]
- 15 травня 1986 року почалася кампанія посилення боротьби з нетрудовими доходами, яка на місцях розумілася як боротьба проти репетиторів, продавців квітів, шоферів, які підвозили пасажирів, і продавців домашнього хліба в Середній Азії. Кампанія була незабаром згорнута і забута через наступні події.
- Антиалкогольна кампанія в СРСР, розпочата 17 травня 1985 р., призвела до підвищення на 45 % цін на алкогольні напої,[19] скорочення виробництва алкоголю, вирубування виноградників,[20][21] зникнення цукру в магазинах унаслідок самогоноваріння і введення карток на цукор, але і збільшенню тривалості життя населення, зниження рівня злочинів, скоєних на ґрунті алкоголізму[22][23].
- Прискорення — цей лозунг був пов'язаний з обіцянками різко підняти промисловість і добробут народу за короткі терміни; кампанія призвела до прискореного вибування виробничих потужностей, сприяла початку кооперативного руху і підготувала перебудову.
- Переведення підприємств на госпрозрахунок, самоокупність, самофінансування — введення перших елементів ринкової економіки в СРСР, повсюдне впровадження кооперативів — провісників приватних підприємств, зняття обмежень з валютних операцій.
- Перебудова з чергуванням нерішучих і різких заходів і контрзаходів з введення або з обмеження ринкової економіки і демократії.
- Реформа влади, запровадження виборів до Верховної Ради та у місцеві Ради на альтернативній основі.
- Повернення з політичного заслання радянського вченого і дисидента, лауреата Нобелівської премії А. Д. Сахарова, припинення кримінальних переслідувань за інакомислення.
- Гласність, фактичне зняття партійної цензури на засоби масової інформації та твори культури.
- Придушення локальних національних конфліктів, у яких владою приймалися жорстокі заходи, зокрема силовий розгін мітингу молоді в Алма-Аті, введення військ до Азербайджану, розгін демонстрації у Грузії, розгортання багаторічного конфлікту в Нагірному Карабасі, придушення сепаратистських устремлінь прибалтійських республік.
- На горбачовський період припадає різке зменшення відтворення населення СРСР.[24]
- Зникнення продуктів з магазинів, прихована інфляція, введення карткової системи на багато видів продовольства у 1989 році. Для періоду правління Горбачова характерно вимивання товарів з магазинів у результаті накачування економіки безготівковими рублями, а згодом — гіперінфляція.
- За Горбачова зовнішній борг Радянського Союзу продовжував зростати. Приблизні дані такі: 1985 рік: зовнішній борг — 31,3 млрд доларів; 1991 рік: зовнішній борг — 70,3 млрд доларів[25] (для порівняння, загальна сума російського зовнішнього боргу на 1 жовтня 2008 р. — 540 500 000 000 доларів[26], в тому числі державний зовнішній борг в іноземній валюті — близько 40 млрд доларів, або 8 % від ВВП[27][28] — більш детально див у статті Зовнішній борг Росії). Пік російського державного боргу припав на 1998 рік (146,4 % ВВП)[29].

| Показники (СРСР)                              | 1985 рік   | 1991 рік  |
| --------------------------------------------- | ---------- | --------- |
| Золотий запас, тонн                           | невідомо   | 240       |
| Зовнішній борг, млрд доларів                  | 31,3       | 70,3      |
| Офіційний курс рубля до долара                | 0,64 рубля | 90 рублів |
| Офіційні темпи зростання радянської економіки | +2,3 %     | −11 %     |

- Реформа КПРС, яка призвела до утворення всередині неї кількох політичних платформ, а згодом — скасування однопартійної системи і зняття з КПРС конституційного статусу «керівної і спрямовувальної сили».
- Реабілітація жертв сталінських репресій, не реабілітованих раніше за Хрущова.
- Ослаблення контролю над соціалістичним табором (доктрина Сінатри), що призвело, зокрема, до зміни влади в більшості соціалістичних країн, об'єднання Німеччини, закінчення холодної війни (останнє в США зазвичай розцінюється як перемога американського блоку[36]).
- Припинення війни в Афганістані і виведення радянських військ.
- Введення радянських військ у Баку в ніч з 19 на 20 січня 1990 року, проти Народного фронту Азербайджану. Понад 130 загиблих, включаючи жінок і дітей.
- Приховування від громадськості фактів аварії на Чорнобильській АЕС 26 квітня 1986 р.
- 7 листопада 1990 р. слюсар Олександр Шмонов зробив невдалий замах на Горбачова[37].

### Зовнішня політика

#### Відносини із Заходом

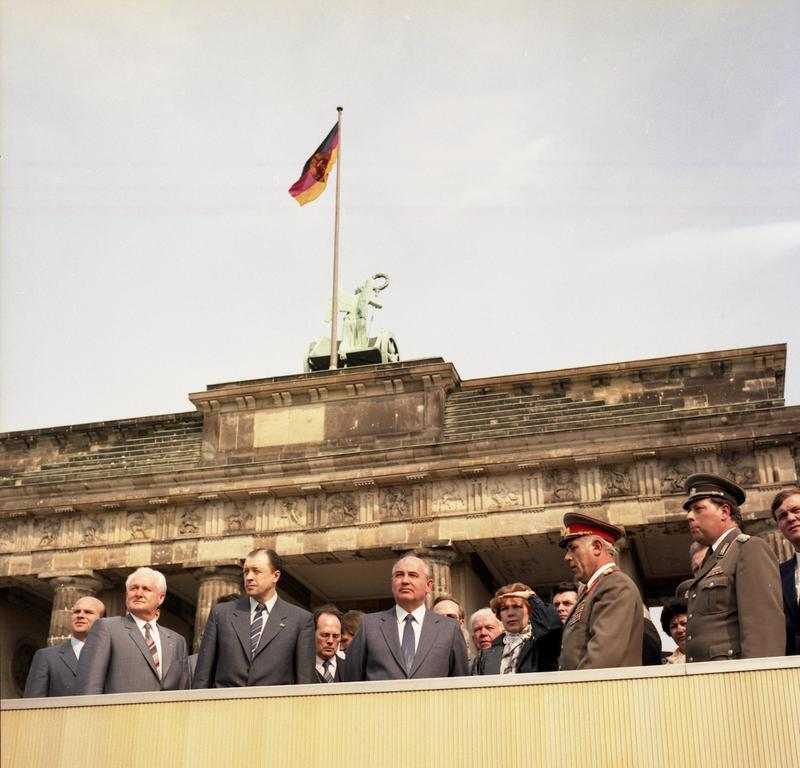
Михайло Горбачов на Бранденбурзьких воротах, 1986 р.

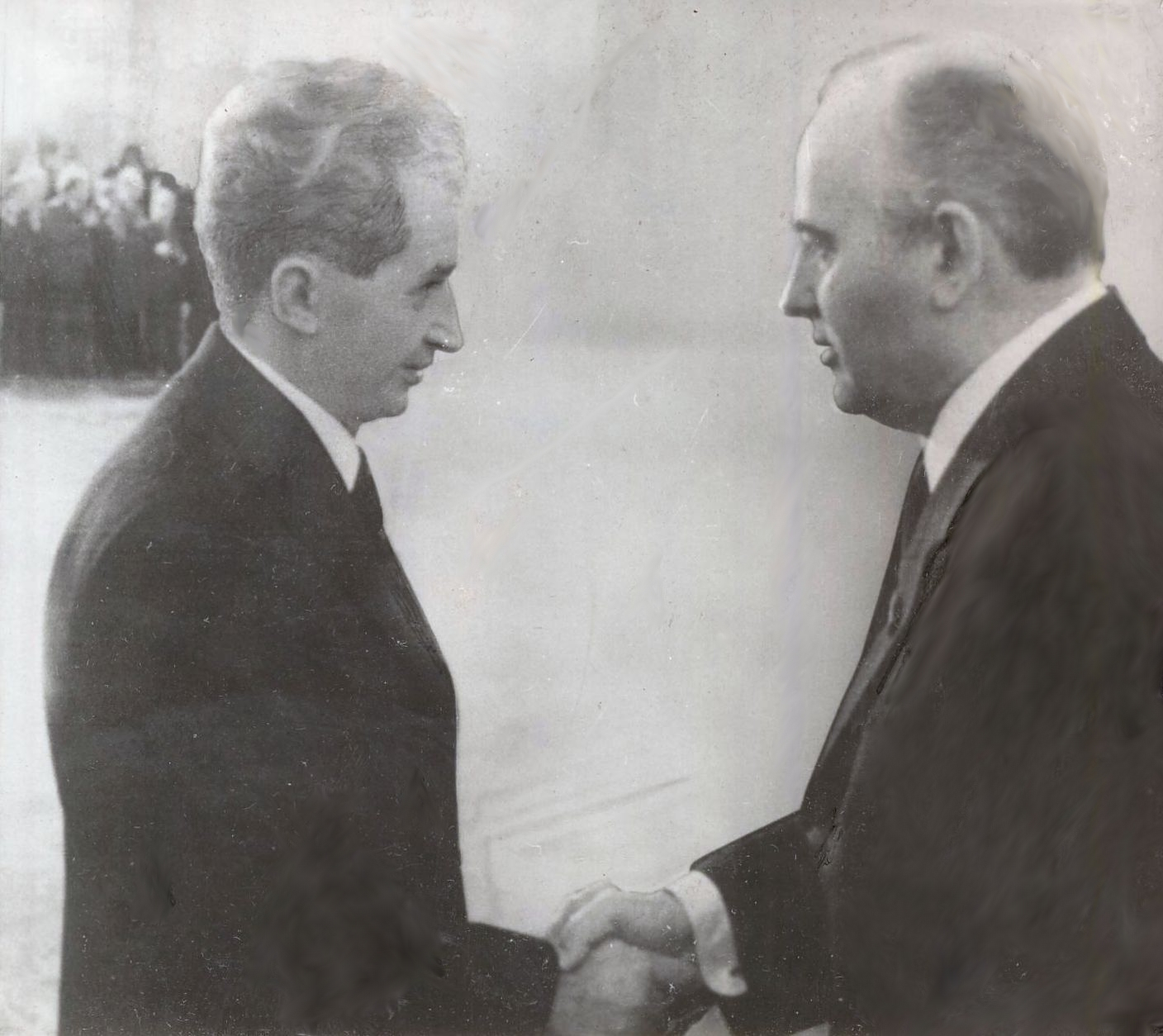
Михайло Горбачов і Ніколає Чаушеску, 1985

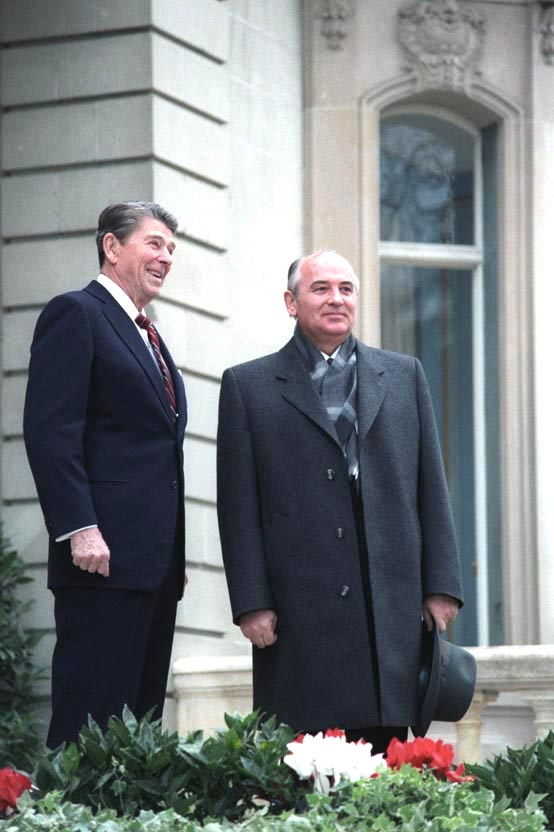
Михайло Горбачов і Рональд Рейган, 1985 р.

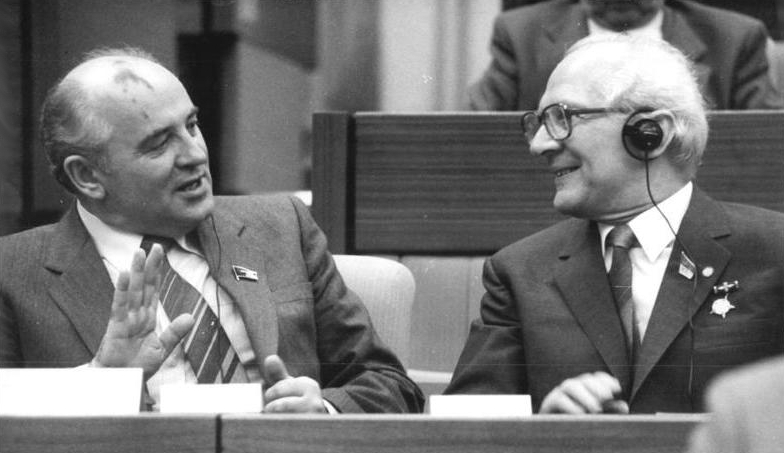
Михайло Горбачов і Еріх Гонекер, 1986 р. НДР

Прийшовши до влади, Горбачов спробував поліпшити відносини з США і Західною Європою. Однією з причин цього було бажання знизити непомірні військові витрати (25 % держбюджету СРСР).
 У роки «перебудови» зовнішньополітичний курс СРСР зазнав серйозних змін. Причиною цього стало зниження темпів економічного зростання і стагнація економіки в першій половині 1980-х років. Радянський Союз був більше не в змозі витримувати гонку озброєнь, нав'язувану США. — Зовнішня політика СРСР у другій половині 1980-х рр.
За роки свого правління Горбачов висунув безліч мирних ініціатив. В 1987 році була досягнута домовленість про ліквідацію в Європі радянських та американських ракет середньої і малої дальності. Уряд СРСР в односторонньому порядку оголосило мораторій на випробування ядерної зброї. Однак миролюбність іноді розцінювалася як слабкість.
 У міру погіршення економічної ситуації в країні радянське керівництво розглядало скорочення озброєнь і військових витрат як спосіб вирішення фінансових проблем, тому не вимагало від своїх партнерів гарантій і адекватних кроків, втрачаючи при цьому свої позиції на міжнародній арені. — Зовнішня політика СРСР у другій половині 1980-х рр..
Виведення військ з Афганістану, падіння Берлінської стіни, перемога демократичних сил у Східній Європі, розпад Варшавського Договору і виведення військ з Європи — все це стало символом «програшу СРСР в холодній війні»
.

#### Офіційне визнання радянської відповідальності заКатинь
22 лютого 1990 р. завідувач Міжнародного відділу ЦК КПРС В. Фалін направив на ім'я Горбачова записку, в якій повідомив про нові архівні знахідки, що доводять зв'язок між відправленням поляків з таборів навесні 1940 року та їх розстрілом. Він вказував, що опублікування таких матеріалів повністю підірве офіційну позицію радянського уряду (про «недоведеність» і «відсутності документів») і рекомендував терміново визначитися з новою позицією. У зв'язку з цим пропонувалося повідомити Ярузельському, що прямих свідчень (наказів, розпоряджень і т. д.), що дозволяють назвати точний час і конкретних винуватців катинської трагедії, не знайдено, але "на підставі зазначених індицій можна зробити висновок про те, що загибель польських офіцерів у районі Катині — справа рук НКВД і персонально Берія і Меркулова. ".
13 квітня 1990 року, під час візиту до Москви Ярузельського було опубліковано заяву ТАРС про катинську трагедію, що свідчила:
| Виявлені архівні матеріали у своїй сукупності дозволяють зробити висновок про безпосередню відповідальність за лиходійства в Катинському лісі Берії, Меркулова та їхніх підручних. Радянська сторона, висловлюючи глибоке співчуття у зв'язку з катинською трагедією, заявляє, що вона представляє один із тяжких злочинів сталінізму. |

Горбачов передав Ярузельському виявлені етапні списки НКВС з Козельська, з Осташкова та із Старобільська.
27 вересня 1990 Головна військова прокуратура СРСР почала розслідування кримінальної справи за фактом убивств у Катині, яке отримало порядковий номер 159. Розслідування, розпочате Головною військовою прокуратурою СРСР, було продовжено Головною військовою прокуратурою РФ і велося до кінця 2004 р.; в ході його були допитані свідки і учасники розправ над поляками.
21 вересня 2004 ГВП оголосила про припинення катинської справи.

### Міжетнічні конфлікти і силове розв'язання проблем

#### Грудневі події в Казахській РСР
Грудневі події (каз. Желтоқсан -грудня) — виступи молоді в Алма-Аті і Караганді, що відбулися 16 — 20 грудня 1986, що почалися з рішення Горбачова про зняття з посади Першого секретаря ЦК КП Казахстану Дінмухамеда Ахмедович Кунаєва, який перебував на посаді з 1964 року, і заміну його на етнічного росіянина Геннадія Васильовича Колбіна, першого секретаря Ульяновського обкому партії, який раніше не працював у Казахстані. Учасники виступів протестували проти призначення на цю посаду людини, що не була казахом.
Виступи почалися 16 грудня, перші групи молоді вийшли на Нову (Брежнєва) площу столиці з вимогами скасування призначення Колбіна. У місті відразу було відключено телефонний зв'язок, ці групи були розігнані міліцією. Але чутки про виступ на площі миттєво облетіли все місто. Вранці 17 грудня на площу імені Л. І. Брежнєва перед будинком ЦК вийшли вже натовпи молоді, «підбурювані націоналістичними елементами». Плакати демонстрантів свідчили «Вимагаємо самовизначення!», «Кожному народу — свій лідер!», «Не бути 37-му!», «Покласти кінець великодержавному безумству!» Два дні тривали мітинги, обидва рази закінчуються заворушеннями. При розгоні демонстрації війська використовували саперні лопатки, водомети, службових собак; стверджується також, що застосовувалися арматурний брухт, сталеві троси. Для підтримки порядку в місті використовувалися робочі дружини.

#### Ситуація в Закавказзі
У серпні 1987 р. Карабаські вірмени посилають до Москви петицію, підписану десятками тисяч громадян, з проханням передати НКАО до складу Вірменської РСР. 18 листопада того ж року в інтерв'ю французькій газеті «Юманіте» радник М.C.Горбачова А. Г. Аганбегян робить заяву: «Я б хотів дізнатися про те, що Карабах став вірменським. Як економіст я вважаю, що він більше пов'язаний з Вірменією, ніж з Азербайджаном». Подібні заяви робляться іншими громадськими та політичними діячами. Вірменське населення Нагірного Карабаху влаштовує демонстрації із закликом про передачу НКАО до складу Вірменської РСР. У відповідь азербайджанське населення Нагірного Карабаху починає виступати з вимогою збереження НКАО у складі Азербайджанської РСР. Для підтримки порядку М.C.Горбачов відправив у Нагірний Карабах з Грузії батальйон мотопіхоти 160-го полку внутрішніх військ МВС СРСР.
7 грудня 1990 р. у Цхінвалі був введений полк внутрішніх військ СРСР зі складу Тбіліського гарнізону.

#### Конфлікт у Ферганській долині
Погроми турків-месхетинців в 1989 році в Узбекистані більше відомі як Ферганські події. На початку травня 1990 року в узбецькому місті Андижан стався погром вірменів і євреїв.

#### Введення радянських військ в Баку
Події січня 1990 року в місті Баку (столиця Азербайджанської РСР), що закінчилися введенням радянських військ, в результаті чого загинули більше 130 осіб.

#### Бої в Єревані
27 травня 1990 відбулося збройне зіткнення вірменських загонів самооборони з внутрішніми військами, в результаті чого загинули двоє солдатів і 14 бойовиків.

#### Прибалтійські конфлікти
У січні 1991 р. відбулися події у Вільнюсі і Ризі, що супроводжувалися застосуванням військової сили. В ході подій у Вільнюсі підрозділи радянської армії взяли штурмом телецентр, інші громадські споруди (т. зв. «Партійна власність») у Вільнюсі, Алітусі, Шяуляї.

## Висловлювання на посаді Генсека
Наприкінці 1988 року Михайло Горбачов заявив, що «Харків — російське місто» (рос. «Харьков — русский город»).

## Після відставки
Після підписання Біловезьких угод (в обхід заперечень Горбачова) і фактичної денонсації союзного договору 25 грудня 1991 Михайло Горбачов склав з себе повноваження глави держави. Досі відсутні будь-які відомості про те, щоб відставка Президента СРСР була прийнята в установленому порядку Державною Радою СРСР.
З грудня 1991 року двічі виступав в суді у справі ДКНС. З цього часу, з президентом Росії Єльциним, за 2,5 року не зустрічався жодного разу. Цитата з показань Горбачова на суді процесі по справі ДКНС:
|  | Розвал Союзу не був неминучий. Учасники Біловезької Пущі зараз намагаються стверджувати, що він був неминучий. На цьому ж побудована і мотивація свого злочину членами ДКНС. |

З показань свідка Михайла Горбачова на засіданні Верховного Суду Росії, 7 липня 1994:
|  | Тепер нам необхідно вже з урахуванням нових реалій збирати новий Союз. В піднесених нам уроках ми повинні знайти розуміння того, як зараз діяти. |

З січня 1992 року був президентом так званого Горбачов-Фонду. Одночасно з березня 1993 до 1996 — президент, а з 1996-го — Голова Правління Міжнародного Зеленого Хреста[джерело не вказане 1026 днів].
30 травня[джерело?] 1994 року Горбачов був у гостях у Лістьєва у першому випуску програми Година пік. Уривок з їхньої бесіди:[джерело?]

|  | — Михайло Сергійович, скажіть, ви зараз маєте намір повернутися ... в політику, або балотуватися в Президенти Росії? — У мене це частенько питають. От і Раїса Максимівна днями запропонувала подібне ... І я задумався: А що? І твердо вирішив: піду балотуватися в Президенти. — А далі? — А далі — як народ вирішить. |

21 липня, четвер, 1994 року, в передачі «Час пік» В. Лістьєва, Горбачов (уривок розмови):
|  | — Ви будете висувати свою кандидатуру на президентських виборах 1996 року? — Ви знаєте, мене не це зараз цікавить. Мене цікавить як ми живемо, що відбувається з реформами. Ведучий перебиває: — Зараз ми поговоримо про це. Я поставив запитання, попробуйте відповісти. Ви будете висувати свою кандидатуру на президент..? — Мене це зараз не займає. — Це знову відхід. Михайло Сергійович, ви славитесь своїми відходами від запитань. — Послухайте, передвиборчої кампанії нема. Це неактуальна проблема сьогодні. Ще треба потурбуватись про те, щоб вибори від нас не відвели дуже ініціативні люди навколо президента і не лише навколо нього. — Добре. Ви хочете стати президентом Росії? — В мене таких планів немає. |

Після відставки скаржився, що його «у всьому блокують», що його сім'я постійно перебуває «під ковпаком» у ФСБ, що його телефони прослуховуються постійно, що видавати свої книги в Росії він може лише «підпільно», малим тиражем. 21 липня, четвер, 1994 року ведучі передачі «Час пік» В. Лістьєва підтвердили, що Горбачов вперше за 2,5 року потрапив в ефір.
Розмова в згаданій передачі:
|  | Дзвінок телеглядача і запитання глядача: — Доброго дня, Михайло Сергійович. — Доброго дня. — Ось ви якось скаржились, що вас останнім часом не впускають виступати на телебаченні. А як ви поясните, адже зараз керує ваш друг, товариш Яковлєв? Дякую. Ведучий: — Олександр Миколайович Яковлєв ваш дуже близький друг. — Сьогодні опубліковано моє інтерв'ю в Ольги Кучкіної, в «Комсомольській правді», я сказав: ну ось Олександр Миколайович вже при третьому режимі очолює агітпром. Напевно, в цьому відповідь. |

1994 року, в передачі «Час пік» В. Лістьєва, Горбачов різко критикував представників тогочасної влади, через виведення країни з русла поступових реформ, які Горбачов розпочав, і через різке переломлювання ситуації, що призведе до руйнації науки, освіти, а науково-технічний потенціал буде зруйнований і це відкине країну відразу на десятиліття; за відхід від демократичного вектора розвитку, за втрачання справжнього парламенту, за втрату гласності, за монополізацію частини преси урядом, через що та вже знаходиться на пайку і вже не самостійна, а друга частина — теж не самостійна і знаходиться на пайку в фінансових і промислових груп, і в газетах абсолютно не та картина, яка відбувається в житті, і телебачення починає ставати таким же; різко висловлювався проти Володимира Жириновського Ось декілька цитат:
|  | ..і вони хочуть, напевно, провести ще другий етап перерозподілу власності. Потім, вони думають, вони вже будуть невразливі |

|  | я думаю, коли нам говорять, що чергової осені, або з весни, або через пів року чи через рік почне покращуватись в рамках цього курсу — це невірно. |

1996 року виставив свою кандидатуру на виборах Президента Російської Федерації і за результатами голосування набрав 386 069 голосів (0,51 %).
2000 року став главою Російської об'єднаної соціал-демократичної партії, яка 2001-го влилася в Соціал-демократичну партію Росії (СДПР); з 2001 по 2004 — лідер СДПР. Цього ж року за участю Міжнародного Зеленого Хресту приймається Хартія Землі — збірка принципів сталого розвитку планети і суспільства, яка знайшла прихильників по всьому світу.
12 липня 2007 року, СДПР була ліквідована (знята з реєстрації) за рішенням Верховного суду Російської Федерації.
20 жовтня 2007 року став головою Загальноросійського громадського руху «Союз соціал-демократів».
З подачі журналіста Євгенія Додолева нового президента США Обаму деякі російські журналісти почали порівнювати з Горбачовим.
2008 року, в інтерв'ю Володимиру Познеру на першому телеканалі Росії Михайло Горбачов сказав:
|  | Але я вам скажу: всі ми помилилися ще три рази. Запізнилися з реформуванням партії. Друге — ми запізнилися з реформуванням Союзу. А третє ... Коли стало туго у нас, особливо після 1989 р., в 1990 р. — коли вся країна в чергах виявилася і нам не вистачало товарів для того, щоб задовольнити прохання ці, коли у нас за італійські туфлі могли зламати в черзі ... Треба було знайти 10–15 мільярдів доларів. Їх можна було знайти ... |

2009 року, в інтерв'ю Євроньюс Горбачов повторно зазначив, що його план не «не вдався», а навпаки — тоді «почалися демократичні реформи», і що перебудова перемогла.
Якщо в перші роки правління Путіна Горбачов його підтримував, то потім він почав ставитися до політики Путіна все більш критично. У січні 2008 в інтерв'ю The New York Times Горбачов піддав суворій критиці стан російської виборчої системи. Крім того, він закликав докорінно реформувати систему, при якій вся влада знаходиться в руках оточення президента Володимира Путіна. «З нашими виборами не все гаразд, і наша виборча система потребує серйозного коректування», — заявив колишній радянський президент. У лютому 2011 р. в інтерв'ю радіо «Свобода» М. С. Горбачов знову чітко сформулював основні претензії до «тандему»: згортання демократії, корупція і засилля чекістів. Горбачов також незадоволений тим, що йому не дозволили зареєструвати свою соціал-демократичну партію.
2 березня 2011 року, в день 80-річчя, Указом Президента Російської Федерації був нагороджений орденом Святого апостола Андрія Первозваного.

## Анексія Криму, Війна на Донбасі
В 2014 році підтримав анексію Криму.
26 травня 2016 року, СБУ заборонила Михайлу Горбачову в'їзд до України на 5 років. «За публічну підтримку анексії Криму Михайлу Горбачову на п'ять років заборонений в'їзд в Україну» — йдеться у повідомленні СБУ.
У грудні 2016 року, Михайло Горбачов припустив можливість появи в межах колишнього Радянського Союзу нової Союзної держави:
|  | Радянського Союзу – немає, а Союзу – так. Я вважаю, що Союз новий може бути. |

### Заяви Горбачов-Фонду
- 26 лютого 2022 року Горбачов-Фонд закликав припинити бойові дії в Україні та негайно розпочати мирні перемовини[62]. На сайті Фонду було оприлюднено заяву[63][64]:

У зв'язку з військовою операцією Росії в Україні, що розпочалася 24 лютого, ми заявляємо про необхідність якнайшвидшого припинення військових дій та негайного початку мирних переговорів. У світі немає і не може бути нічого ціннішого, ніж людські життя. Лише переговори та діалог на основі взаємної поваги та врахування інтересів є єдиним можливим способом вирішення найгостріших протиріч та проблем. Ми підтримуємо будь-які зусилля, спрямовані на відновлення переговорного процесу.
Оригінальний текст (рос.)
В связи с военной операцией России на Украине, начавшейся 24 февраля, мы заявляем о необходимости скорейшего прекращения военных действий и немедленного начала мирных переговоров. В мире нет и не может быть ничего более ценного, чем человеческие жизни. Только переговоры и диалог на основе взаимного уважения и учета интересов являются единственно возможным способом разрешения самых острых противоречий и проблем. Мы поддерживаем любые усилия, направленные на возобновление переговорного процесса.

## Сім'я, особисте життя
- Дружина — Раїса Максимівна Горбачова (уроджена Титаренко), (1932—1999), померла в 1999 від лейкозу[65]. Понад 30 років жила і працювала в Москві. Одружилися у 1953 році.
- Дочка — Ірина Михайлівна Горбачова-Вірганська, працює в Москві, віце-президент[66] Горбачов-Фонду[ru]
- Онуки — Ксенія і Анастасія.
- Правнучка — Олександра[67].

## Нагороди та почесні звання
2009 року став лауреатом німецької премії «Квадрига».

### Нобелівська премія

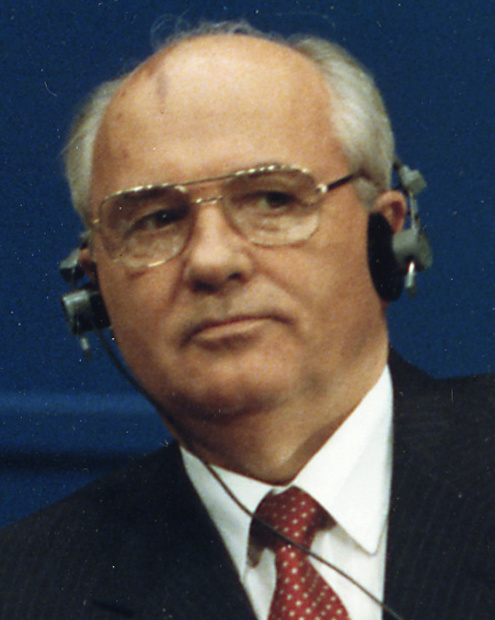
На саміті в Гельсінкі (1990)

«У знак визнання його провідної ролі в мирному процесі, який сьогодні характеризує важливу складову частину життя міжнародного товариства», 15 жовтня 1990 р. М. С. Горбачов був удостоєний Нобелівської премії миру. 10 грудня 1990 на церемонії вручення в Осло замість Горбачова за його дорученням Нобелівську премію отримував заступник міністра закордонних справ Анатолій Ковальов.
Пізніше, 5 червня 1991 р., Горбачов виступив в Осло з Нобелівською лекцією (відповідно до правил, лауреат повинен прочитати таку лекцію в межах 6 місяців після вручення премії), в якій підкреслив прагнення народів СРСР «бути органічною частиною сучасної цивілізації, жити у злагоді із загальнолюдськими цінностями, за нормами міжнародного права», але разом з тим зберегти свою унікальність і культурне розмаїття. Користуючись нагодою, М. С. Горбачов провів переговори з прем'єр-міністром Норвегії, видною діячкою Соцінтерну Гру Гарлем Брундтланд про інтеграцію СРСР у світову економіку.

## Хвороба і смерть

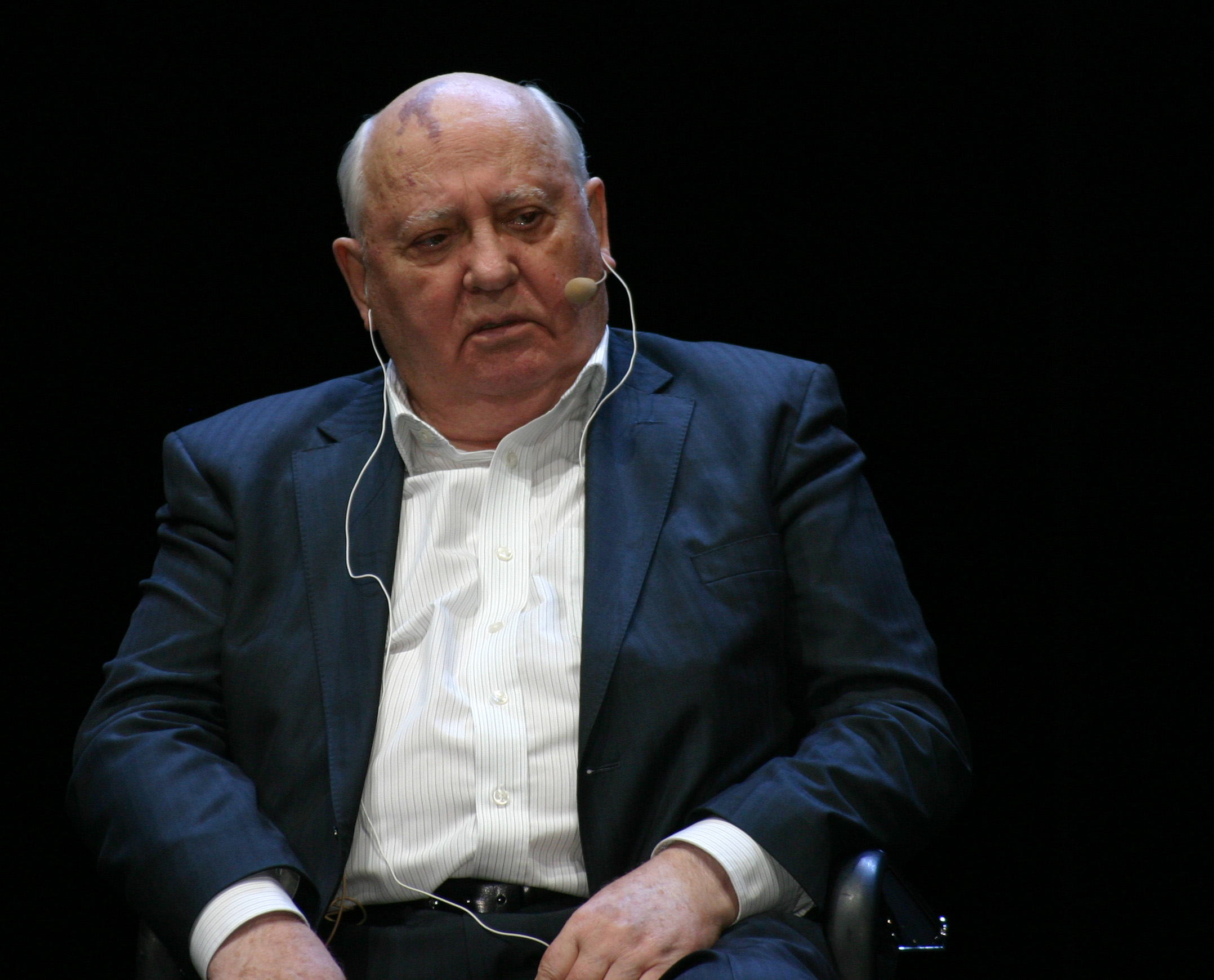
Михайло Горбачов (2013)

Помер 30 серпня 2022 року на 92-ому році життя після тяжкої та тривалої хвороби в Центральній клінічній лікарні в Москві. Прощання відбулося 3 вересня 2022 року в Колонній залі Будинку союзів у російській столиці Москві. Похований на Новодівичому цвинтарі поряд зі своєю дружиною Раїсою.